# Consolato Nay Foino
Consolato N. Nay Foino, a volte riportato come Consolato Nai Foino o Consolatto Nai Foino (fl. XX secolo), è stato un arbitro di calcio argentino, internazionale negli anni 1920.
Era il padre di Carlos Nay Foino (1918-1989), anch'egli arbitro internazionale.

## Carriera
Nay Foino iniziò ad arbitrare negli anni 1920; nel 1927 partecipò a Perù 1927, ove diresse una partita, Uruguay-Perù del 1º novembre. Quella fu la sua unica presenza in una competizione ufficiale della CONMEBOL; in seguito, prese parte alla Primera División 1931, la prima edizione professionistica del campionato argentino organizzata dalla Liga Argentina de Football. Proseguì la sua carriera nel torneo della AFA.